# Rhaphiolepis major
Rhaphiolepis major là loài thực vật có hoa trong họ Hoa hồng. Loài này được Cardot miêu tả khoa học đầu tiên năm 1918.